# Осми путник: Ковенант
Осми путник: Ковенант (енгл. Alien: Covenant) је амерички научнофантастични хорор филм из 2017. године редитеља Ридлија Скотам а по сценарију Џона Логана и Дантеа Харпера. Продуценти филма су Дејвид Гилер, Волтер Хил, Ридли Скот, Марк Хафам и Мајкл Шејфер. Музику је компоновао Џед Керзел. Наставак је филма Прометеј из 2012. 
Глумачку екипу чине Мајкл Фасбендер, Кетрин Вотерстон, Били Крудап, Дени Макбрајд, Дејмијан Бичир и Кармен Еџого. Светска премијера је била одржана 4. маја 2017. године у Лондону, док је у америчким биоскопима изашао 19. маја исте године.
Буџет филма је износио 97 милиона долара, а зарада од филма је износила 240,9 милиона долара.

## Радња
Посада колонијалног брода Ковенант заробљена је на далекој планети и открива нешто што делује као изгубљени рај, а заправо је мрачни и опасни свет. Када се суоче са претњом о каквој нико није могао ни да сања, покушаће да побегну.

## Улоге
| Глумац           | Улога           |
| ---------------- | --------------- |
| Мајкл Фасбендер  | Дејвид / Волтер |
| Кетрин Вотерстон | Дени Брансон    |
| Били Крудап      | Кристофер Орам  |
| Дени Макбрајд    | Тенеси Фари     |
| Дејмијан Бичир   | водник Лоуп     |
| Кармен Еџого     | Карин Орам      |